# Alloporus impatulus
Alloporus impatulus är en mångfotingart som beskrevs av Karsch 1881. Alloporus impatulus ingår i släktet Alloporus och familjen Spirostreptidae. Inga underarter finns listade i Catalogue of Life.